# Gunnar Heiðar Þorvaldsson
Gunnar Heiðar Þorvaldsson, alternative Schreibweise: Gunnar Heidar Thorvaldsson, (* 1. April 1982) ist ein ehemaliger isländischer Fußballspieler. Der Stürmer, zweimal Torschützenkönig in Island und einmal in Schweden, spielte in seiner Karriere in seinem Heimatland, Schweden, Deutschland, Norwegen, Dänemark, England und der Türkei.

## Werdegang
Seine Karriere begann Gunnar Þorvaldsson beim isländischen Club ÍBV Vestmannaeyjar. Dort setzte er sich schnell durch und spielte sich zudem in diverse Jugendnationalmannschaften. Ab 2002 traf er jeweils zweistellig in der nationalen Meisterschaft, woraufhin er auch außerhalb seines Heimatlandes auf sich aufmerksam gemacht hatte.
Im September 2004 wechselte Gunnar in die schwedische Fotbollsallsvenskan zu Halmstads BK. Zu Beginn des folgenden Jahres debütierte er im März 2005 für die isländische Fußballnationalmannschaft, als diese sich 0:0-Unentschieden von Italien trennte. In Schweden wurde er in der anschließenden Saison 2005 mit 16 Treffern Torschützenkönig, es gelangen ihm auch Tore im UEFA-Pokal. Die Halmstad-Fans wählten ihn zum besten Spieler der Saison.
Im Sommer 2006 wechselte Gunnar für ca. 1.000.000 € zu Hannover 96 in die Bundesliga, wo er einen Vertrag bis 2009 unterschrieb. Sein Bundesliga-Debüt gab er am 26. August 2006 im Spiel gegen Alemannia Aachen (0:3), letztlich konnte er sich jedoch nicht in der Offensive des Bundesligisten durchsetzen. Im August 2007 wurde er daher für ein Jahr an den norwegischen Erstligisten Vålerenga IF ausgeliehen. Hier kam er jedoch auch nur unregelmäßig zum Einsatz, in der Hinrunde der Spielzeit 2008 bestritt er lediglich drei seiner neun Einsätze von Beginn an und erzielte dabei zwei Tore. Anschließend kehrte er wieder nach Hannover zurück, spielte dort aber keine Rolle in den Planungen und wurde im Juni 2008 zum dänischen Erstligisten Esbjerg fB transferiert. Von dort wurde er zur Rückrunde 2009/10 an den FC Reading in die Football League Championship ausgeliehen. Im Sommer 2010 verlieh ihn der dänische Klub erneut, er ging bis zum Jahresende zum norwegischen Zweitligisten Fredrikstad FK.
Im Januar 2011 kehrte Gunnar nach Schweden zurück und stand fortan beim schwedischen Erstligisten IFK Norrköping unter Vertrag. Erneut zeichnete er sich als regelmäßiger Torschütze aus. Am 5. August 2013 unterschrieb Gunnar Þorvaldsson einen Zweijahresvertrag beim türkischen Erstligisten Torku Konyaspor. Er kam jedoch nicht über die Rolle eines Ergänzungsspielers hinaus, lediglich zwölf Spieleinsätze absolvierte er innerhalb seiner ersten Spielzeit in der Türkei. Im Juli 2014 kehrte er daraufhin abermals nach Schweden zurück, wo er beim Göteborger Erstligisten BK Häcken ein bis Ende 2016 gültiges Arbeitspapier unterzeichnete.

## Erfolge
Torschützenkönig:

| 2003, 2004 0 | in der Pepsideild für ÍBV Vestmannaeyjar    |
| 2005         | in der Fotbollsallsvenskan für Halmstads BK |

Mit Konyaspor
- Playoff-Sieger der TFF 1. Lig und Aufstieg in die Süper Lig: 2012/13
- TSYD-Pokal (Ankara): 2013